# Trichostema micranthum
Trichostema micranthum är en kransblommig växtart som beskrevs av Asa Gray. Trichostema micranthum ingår i släktet Trichostema och familjen kransblommiga växter. Inga underarter finns listade i Catalogue of Life.